# 쇠살무사
쇠살모사(학명: Gloydius ussuriensis)는 살무사과 살무사속에 속하는 유독성 독사의 일종으로, 러시아·중국·한반도에 서식한다. 한반도에 자생하는 4종의 독사 가운데 하나이다.

## 같이 보기
- 살모사
- 까치살모사
- 유혈목이